# Acomita Lake
Acomita Lake è un census-designated place (CDP) degli Stati Uniti d'America della contea di Cibola nello Stato del Nuovo Messico. La popolazione era di 416 persone al censimento del 2010.

## Geografia fisica
Acomita Lake è situata a 35°03′57″N 107°37′25″W (35.065931, -107.623511).
Secondo lo United States Census Bureau, ha un'area totale di 3,6 miglia quadrate (9,2 km²).

## Società

### Evoluzione demografica
Secondo il censimento del 2000, c'erano 416 persone.

### Etnie e minoranze straniere
Secondo il censimento del 2000, la composizione etnica del CDP era formata dallo 0,64% di bianchi, il 98,72% di nativi americani, e lo 0,64% di altre razze. Ispanici o latinos di qualunque razza erano il 2,88% della popolazione.